# ペリノア王
ペリノア王（King Pellinore）はアーサー王物語に登場する架空の人物。アーサー王の円卓の騎士の一員ではあるが、身分が単なる騎士ではなく「王」であるため、形式上はアーサー王と同格。騎士ではあるもののその前半の生涯は己の探究心を満たすために費やされた。アーサー王と戦い、エクスカリバー（あるいはカリバーン）を折った人物であり、非常に武勇に優れていたとされる。なお、領地はノーサンバランド、リスティスなど伝承によってさまざまである。日本でたまに誤解されているが、アーサー王と同じく、「ペリノア」の部分は個人名であって、領地の名前ではない。
マロリー版によれば、初登場は「唸る獣」を追い求めている騎士として物語に登場する。
その後、泉にテントを張り、そこを通りかかる騎士に決闘をいどんでは死傷させていた。これに対し、アーサー王は円卓の騎士からグリフレット卿を派遣するも、そのグリフレット卿もペリノア王に敗北し、重傷を負わさせられてしまう。ついにはアーサー王自身がペリノア王に馬上戦を挑むものの老練なペリノア王は若きアーサー王を打ち倒す。敗北を認めきれないアーサー王は王者の剣エクスカリバー（一本目にアーサーが持っていた剣）を抜くが、再び仕掛けた瞬間に砕けてしまう。アーサー王がペリノア王の武勇を褒め称えず、剣を我欲のために使おうとしたためであった。意気消沈したアーサー王は二度目の敗北に追い込まれる。しかし、この直後現れたマーリンの魔法によってペリノア王は戦闘不能（アーサー王の素性を明かし窘めたとも）に追い込まれる。だが、ペリノア王が騎士として卓越した武勇をもっていたことから命はとられなかった。
のち、アーサー王とロット王との戦争ではアーサー王側に参加。見事、ロット王を討ち取るという功績を挙げる。しかし、これによってロット王の息子、ガウェイン卿らに恨みをかい、後にペリノア王はガウェインに暗殺されてしまうことになる。
ペリノア王は女好きとしても知られており、息子にアグロヴァル卿、トー卿、ラモラック卿、パーシヴァル卿らがいるがいずれも異母である。
また、ペリノア王自身は知らなかったが、エレインという娘がいた。このエレインはある冒険のさい、ペリノア王に助けを求めるが、先を急いでいたペリノア王はこれを見殺しにしてしまう。これによって、エレインから「自分が最も困っている時に誰からも助けて貰えなくなる」という呪いを掛けられてしまう（マロリー版3巻15章）。のち、マーリンからこのときの娘が自分の娘であることを聞かされ、ペリノア王はひどく悔いることになる。なお、この冒険の時にペリノア王が救出した乙女（ニミュエ）は後にマーリンを監禁してしまうことになる。